# ヘルザ
ヘルザ (ドイツ語: Helsa) は、ドイツ連邦共和国ヘッセン州カッセル郡に属する町村（以下、本項では便宜上「町」と記述する）である。

## 地理

### 位置
ヘルザは、その中核地区がカッセル中心部の南東約15km（直線距離）のマイスナー＝カウフンガー・ヴァルト自然公園内に位置している。東のカウフンゲンの森と西のゼーレ山地との間に位置しており、小川のヴェーデマン川がロッセ川に注ぐ合流点に面している。

### 隣接する市町村
ヘルザは、北は市町村に属さないグーツベツィルク・カウフンガー・ヴァルト、東はグロースアルメローデ、南はヘッシシュ・リヒテナウ（以上はいずれもヴェラ＝マイスナー郡）、西はゼーレヴァルトおよびカウフンゲン（両町村はカッセル郡）と境を接している。

### 自治体の構成
自治体としてのヘルザは、エッシェンストルート（ヴァルトホーフ入植地を含む）、ヘルザ、ザンクト・オッティリーン、ヴィッケンローデの各地区から構成される。

## 歴史
ヘルザは、おそらく1017年にカウフンゲン修道院の創設とともに皇妃クニグンデによって建設された。1353年に初めて文献にその名が明記された。1432年には初めて司祭が任命されている。ヘッセン＝カッセル方伯カールは1699年に55人のユグノー派信者を定住させた。ヘルザとヴィッケンローデは、1970年に自由意思によって合併し、自治体ヘルザ＝ヴィッケンローデが成立した。1972年にエッシェンストルートとザンクト・オッティリーンがこれに加わり、現在の自治体ヘルザが成立した。

## 行政

### 議会
ヘルザの町議会は25議席から構成される。

### 姉妹都市
- Nederlek（オランダ、南ホラント州　ネーデルレック）
- Trèbes（フランス、オード県）

### 紋章
図柄: 向かって右3分の1側部は青地で分割線から銀のトネリコの木。向かって左3分の2は赤地で、銀のガラス製品の上に青いニワトリが描かれた鐘。この紋章には各地区の象徴が描かれている。トネリコの木はエッシェンストルート、鐘はヘルザ、ガリア風のニワトリはザンクト・オッティリーンに定住したユグノー派の入植者、ガラス製品はヴィッケンローデのガラス産業を象徴している。

## 文化と見所
見所としては、ヘルザ地区中心部の木組み建築がある。その一部は17世紀に建てられたものである。
ヘルザ近郊のハイキング地としては、いずれも町から西に数kmのカウフンゲンの森にあるミヒェルスコプフ山のミヒェルスコプフ湖やビールシュタイン山のビールシュタイン教会がある。これらは、マイスナー＝カウフンガー・ヴァルト自然公園に属する。
ヘルザの古い中心部にはかつての穀物水車（中央水車や首席司祭の水車とも呼ばれる）がある。この水車は1988年に修復・拡張され、現在は水力発電用として用いられている。
2010年6月24日、エッシェンストルート地区に「音楽と映画の博物館」が設けられた。200m2 の展示スペースには、機械仕掛けの楽器（たとえばオルゴール時計、手回しオルガン、オーケストリオンなど）、1950年代から1970年代の音楽設備、カッセルの映画100年史といったテーマで展示されている。

## 人物

### 出身者
- カール・ツィーグラー（1898年 - 1973年）化学者。ノーベル化学賞受賞者（1963年）。